# Saint-Idunet (Plounévézel)
Saint-Idunet (Plounévézel) est une ancienne trève de la paroisse de Plounévézel qui fit partie de l'ancienne paroisse de Poullaouen. Son nom provient de saint Idunet, compagnon de saint Guénolé.
C'est désormais un hameau dépendant de la commune de Plounévézel.

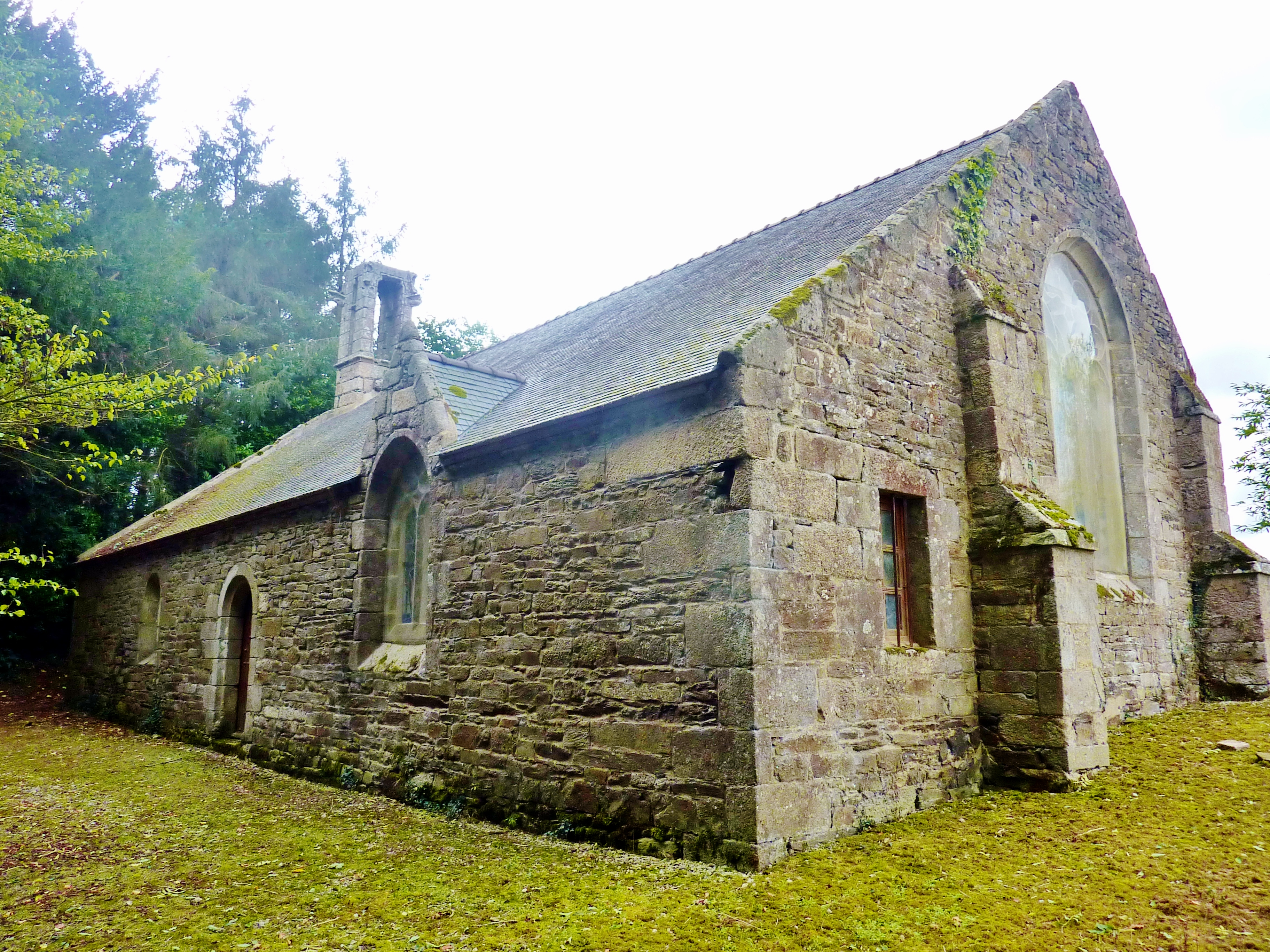
La chapelle Saint-Idunet 1.
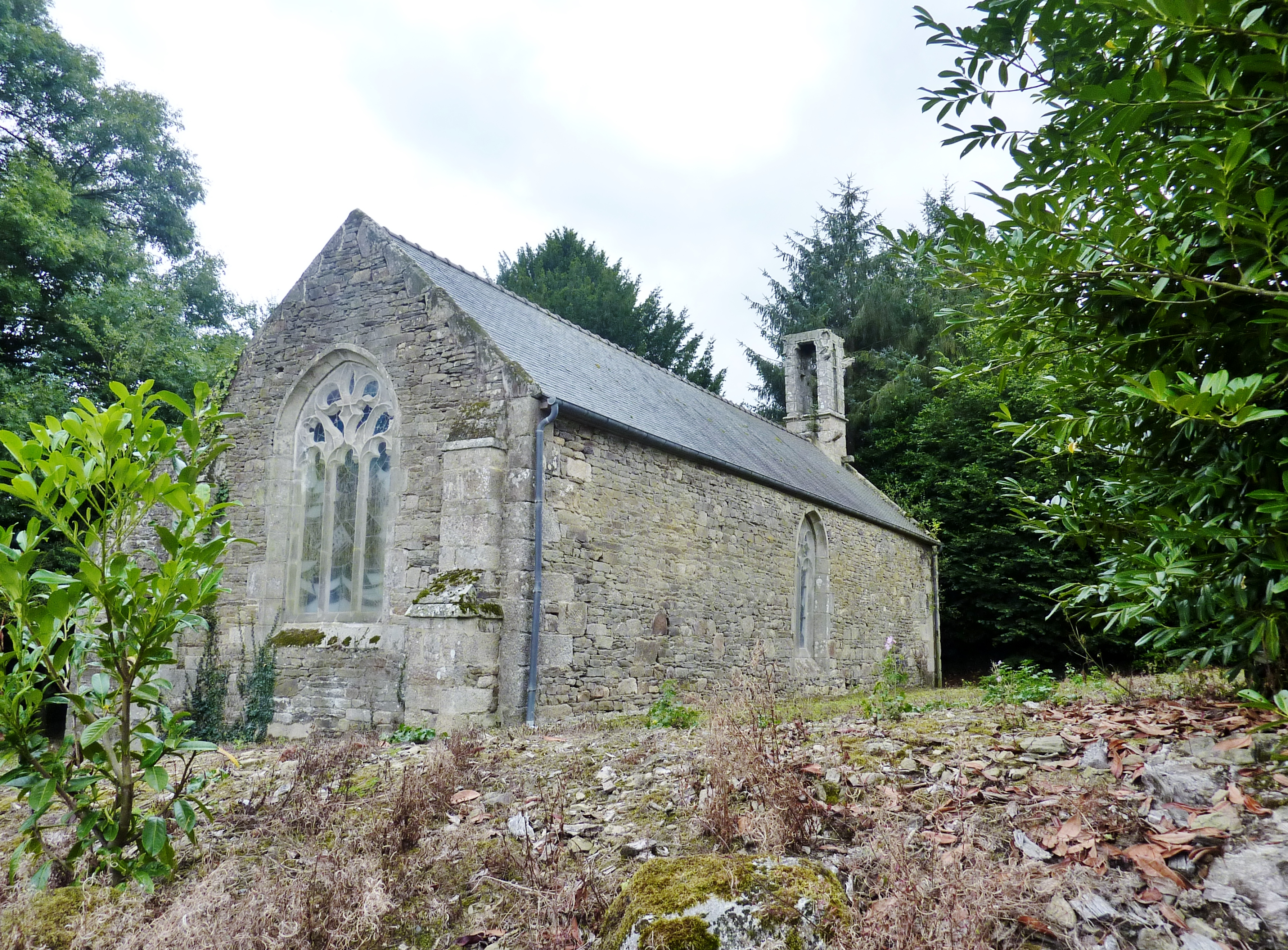
La chapelle Saint-Idunet 2.
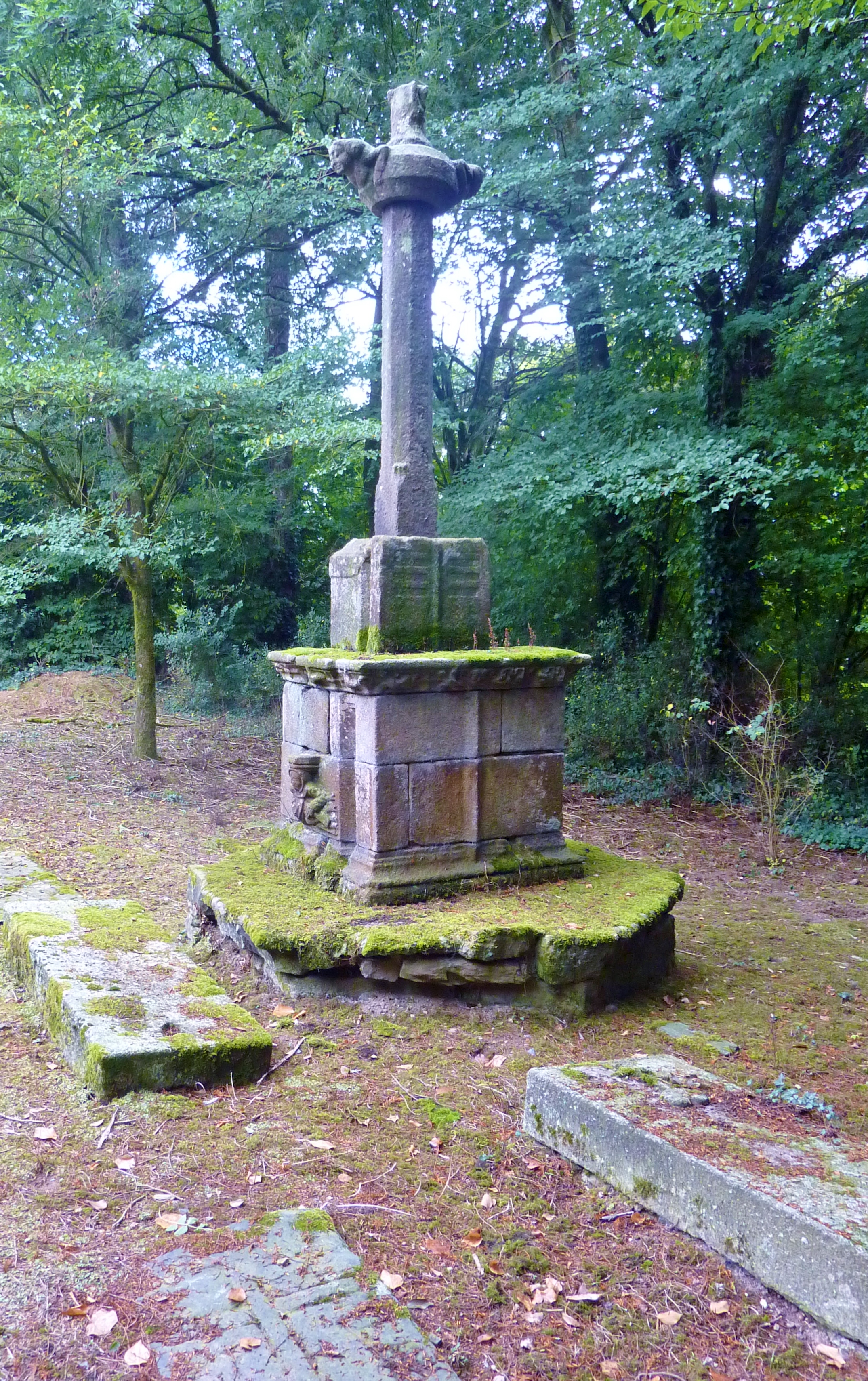
Enclos de la chapelle Saint-Idunet : croix datant du XVIe siècle et tombes anciennes.
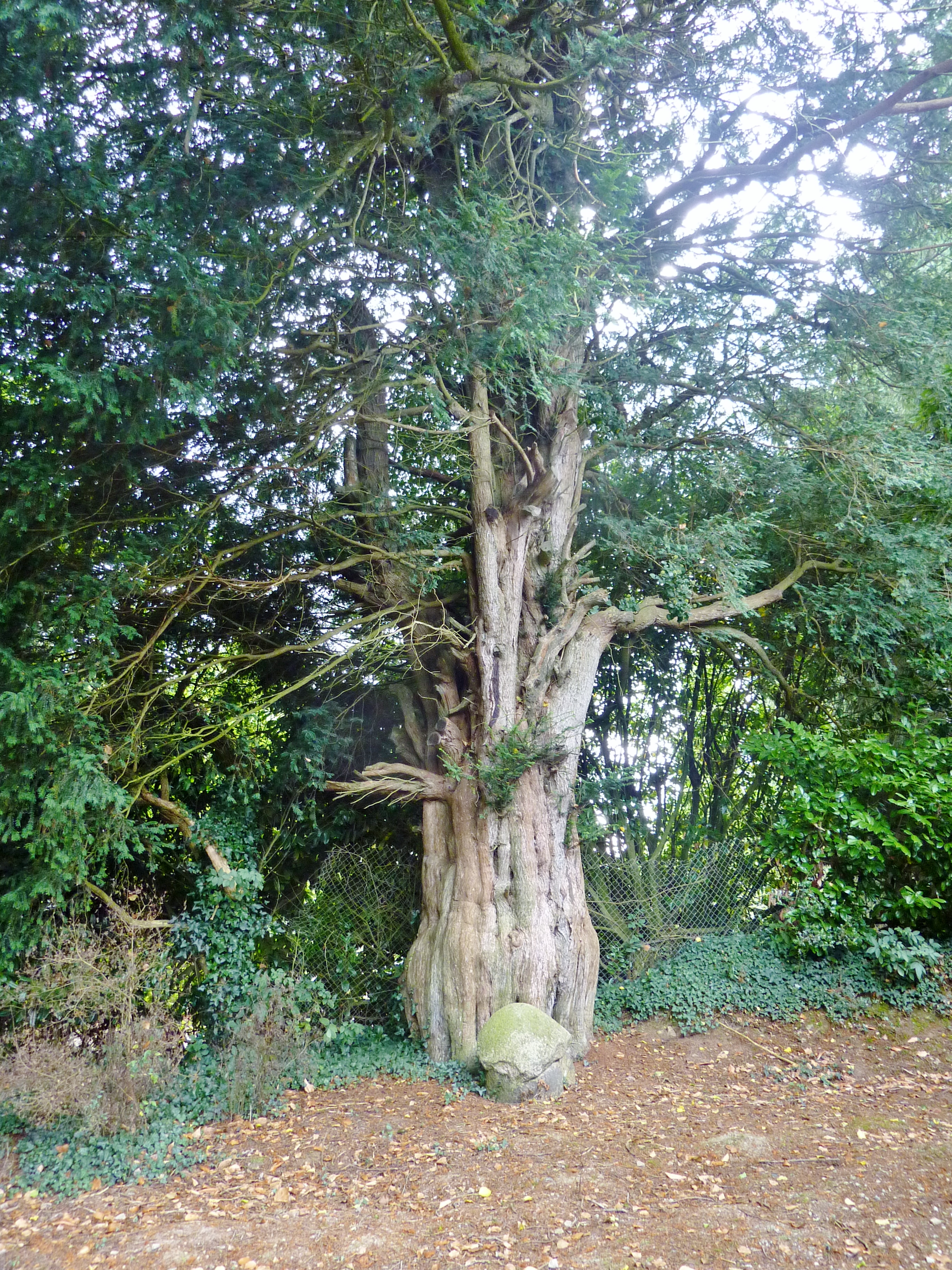
Enclos de la chapelle Saint-Idunet : vieil if.